# Conteúdo gerado pelo usuário
Conteúdo gerado pelo usuário (do inglês User-generated content - UGC), também conhecido por conteúdo gerado pelo utilizador, conteúdo gerado pelo público, conteúdo gerado pelo consumidor,  mídia gerada pelo usuário, media gerado pelo utilizador refere-se a vários tipos de conteúdos que são criados pelo consumidor final.
Este termo foi criado para sinalizar que pessoas comuns ou clientes e colaboradores de uma empresa usam websites, blogs, redes sociais (como Twitter, Facebook, LinkedIn, Google+, Youtube, entre outras) para gerar conteúdo de forma espontânea sobre determinado assunto. Esse conteúdo pode ser fotos, vídeos ou textos, que remetem a uma sensação ou sentimento autêntico (felicidade, tristeza, indignação, entre outros), e que podem ser usados como fontes de informações tanto para as empresas quanto para outras pessoas, clientes e colaboradores, agências ou até mesmo jornais e mídias em geral.
O termo surgiu em torno de 2005 com o crescimento da Internet e da comunidade on-line onde a interatividade e o diálogo tornou-se algo rápido e dinâmico. Com isso a informação tornou-se mais democrática, não estando somente nas mãos das grandes corporações mediáticas, qualquer pessoa poderia opinar e criar algum tipo de conteúdo, seja ele um blogue, um comentário, um vídeo, uma fotomontagem, entre tantas outras possibilidades.
Muitas empresas têm usado em suas publicidades conteúdos criados por consumidores, pois ajudam a estabelecer uma relação entre marca e consumidor mais horizontal, o diálogo fica mais próximo. Além de criar um simpatia, afinal eles estarão ajudando a criar uma campanha ou estarão participando dela, não sendo apenas meros espectadores. Exemplos: GoPro (câmeras digitais): com a chamada "Capture, Crie e Aproveite", a empresa compartilha no seu site e nas contas de redes sociais as experiências de seus usuários com o produto, possibilitando novas ideias de uso, além de estimular novas aquisições. Outra empresa americana, a rede online de óculos Warby Parker, oferece a escolha de 5 modelos de armação pelo site. Estes modelos serão enviados para a sua residência, e em até 5 dias você faz a escolha, paga e devolve os demais. Durante este tempo, você pode compartilhar as imagens dos seus "looks" nas redes sociais com seus contatos e obter opiniões de parentes e amigos.
O termo na realidade é muito abrangente, mas há alguns tipos de conteúdos gerados pelos usuários: fóruns de discussão, blogues, wikis, sites de relacionamento, redes sociais, fotos e vídeo, resenha e comentários de usuários, colaboração com fotos, áudio, ou qualquer outro tipo de conteúdo que o consumidor possa alterar, modificar, contribuir e editar.